# Didius Iulianus
Marcus Didius Severus Iulianus (30. ledna 133 Mediolanum – 2. června 193 Řím) byl římský císař panující od 28. března do 1. června 193, dohromady 66 dní. Jeho vládou začalo v římské říši čtyřleté období zmatků a občanských válek, které ukončil až nástup severovské dynastie.

## Původ a kariéra
Otcem Didia Iuliana byl Quintus Petronius Didius Severus, pocházející z urozené severoitalské rodiny, matkou Aemilia Clara, narozená v severní Africe. Zdá se, že budoucí císař měl dva bratry, vlastního Didia Procula a nevlastního Nummia Albina. Manželka Manlia Scantilla mu porodila dceru Didii Claru, později prohlášenou za augustu.
Iulianus absolvoval obvyklou kariéru příslušníka vyšších vrstev. Okolo roku 162 byl ustanoven praetorem, roku 170 velitelem XXII. legie v Mogontiaku a o dva roky později legátem provincie Gallia Belgica, kde působil až do roku 175 – do svého jmenování dodatečně zvoleným konzulem (consul suffectus). Za Commodovy vlády ho vyslali nejprve jako legáta do Dolní Germánie, později v téže funkci do Pontu a Bithýnie.

## Proklamace za císaře
Na trůn se Didius Iulianus dostal po zavraždění svého předchůdce Pertinaka a svérázné dražbě, zorganizované členy pretoriánské gardy. Smyslem této dražby bylo získat od kandidáta, který měl zájem o císařskou hodnost, co největší sumu peněz – na tu si pretoriáni jako elitní jednotka říše činili nárok. Jelikož Iulianus nabídl každému vojákovi 25 000 sesterciů, tedy více než městský prefekt Titus Flavius Sulpicianus, otec Pertinakovy manželky, prohlásili nakonec za panovníka právě jeho.

## Vláda

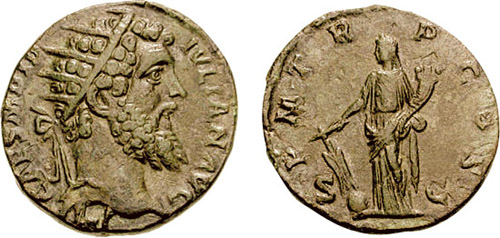
Mince Didia Iuliana

Poté, co si Didius Iulianus vládu fakticky koupil, donutili pretoriáni římský senát, aby volbu akceptoval. Sám Iulianus se snažil získat v širokých vrstvách obyvatelstva větší podporu, ale s nevalným úspěchem. Na odpor se mu postavily i vojenské jednotky sloužící v provinciích, neboť tam nehodlali připustit, aby pretoriáni rozhodovali o zásadních otázkách státu. Netrvalo dlouho a legie v pohraničí prohlásily místní správce za imperátory a v říši propukla občanská válka.
Z rebelů, kteří Iulianovi vypověděli poslušnost, uzavřeli dva, místodržitel Horní Panonie Septimius Severus a místodržitel Británie Clodius Albinus, dohodu o společném postupu a vojska pod vedením Severovým zamířila v dubnu 193 do Itálie, aby Iuliana svrhla. Senát sice pod nátlakem vyhlásil Severa za veřejného nepřítele, ale k obraně Říma zůstali centru k dispozici jen nepříliš spolehliví pretoriáni, kteří navíc stále nedostali zaplacenou přislíbenou sumu peněz.
Iulianus za této situace zjevně nevěděl, jak se zachovat. Vypravil k Severovi posly, jež ho měli odradit od pochodu na Řím, pokus však ztroskotal a selhala i snaha nabídnout Severovi spoluvládu. Severus naopak pretoriánům vzkázal, že vydají-li vrahy císaře Pertinaka, mohou počítat s beztrestností – návrh pretoriáni přijali.
Iulianovo postavení bylo od této chvíle beznadějné a šlo jen o to, kdo mu zasadí ránu z milosti. Dne 1. června 193 tak učinil římský senát, který císaře formálně sesadil a uznal Septimia Severa jeho nástupcem. Následující den byl Iulianus zavražděn úkladným vrahem jednajícím na rozkaz senátu.